# Ernst von Borsig junior

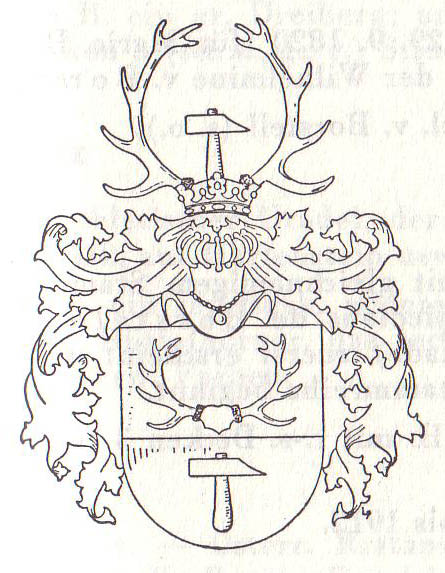
Wappen der Familie von Borsig (1909)

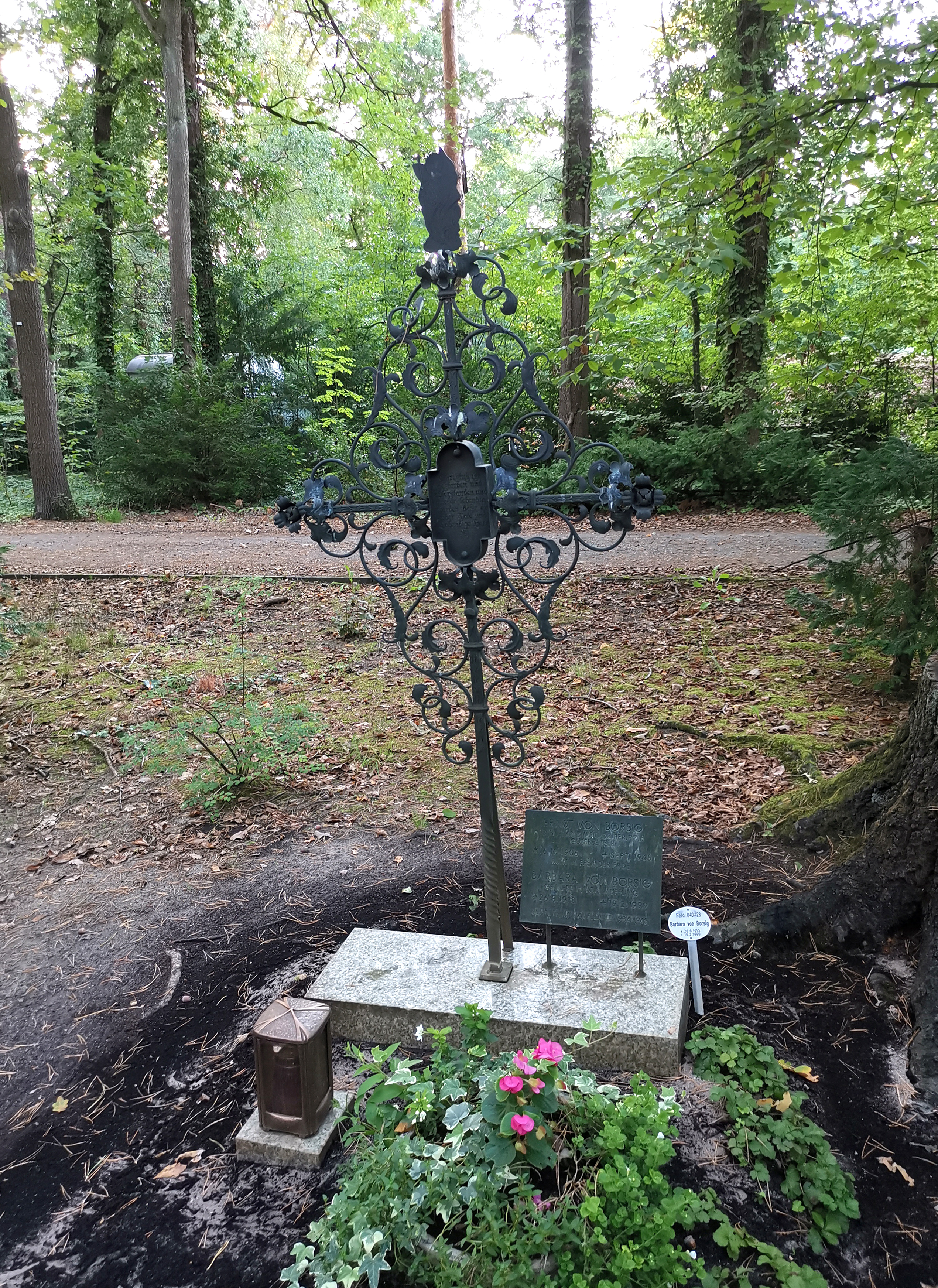
Gedenkstätte für Ernst von Borsig auf dem Waldfriedhof Berlin-Zehlendorf

August Ernst von Borsig (bis 1909 August Ernst Borsig; * 16. Oktober 1906 in der Borsig-Villa Reiherwerder in Berlin-Tegel; † September 1945 in Landsberg an der Warthe) war ein deutscher Gutsherr, Widerstandskämpfer gegen den Nationalsozialismus und Mitglied der Widerstandsgruppe/Programmgruppe Kreisauer Kreis.

## Familie
Borsig jun. war das jüngste von vier Kindern des 1909 nobilitierten Großindustriellen Ernst von Borsig (Borsigwerke) und der Margarete Gründler.
Er war verheiratet mit Barbara Freiin von Müffling, Tochter des kaiserlich deutschen Legationsrats Hans Freiherr von Müffling (1878–1914), königlich preußischer Oberleutnant d. Res. und Kompaniechef im 2. Garde-Regiment zu Fuß, und der Anna (Annette) von Siemens (1886–1965), Miteigentümerin der Güter Wendisch Ahlsdorf, Reinsdorf und Nonnendorf (Niederer Fläming) bei Jüterbog.
Vor der Übernahme der Gutsgeschäfte in die eigenen Hände ist der Borsig’sche Besitz nach dem letztmals publizierten Landwirtschaftlichen Adressbuch für die Provinz Brandenburg mit etwa 3.020 ha benannt. Dazu gehören neben dem Rittergut Groß Behnitz die Vorwerke Peterhof, Schäferhorst, Klein Behnitz, Heineberg sowie Quermathen. An der Verwaltungsspitze stand damals der Güterdirektor Kurt Löwe.

## Leben und Werk

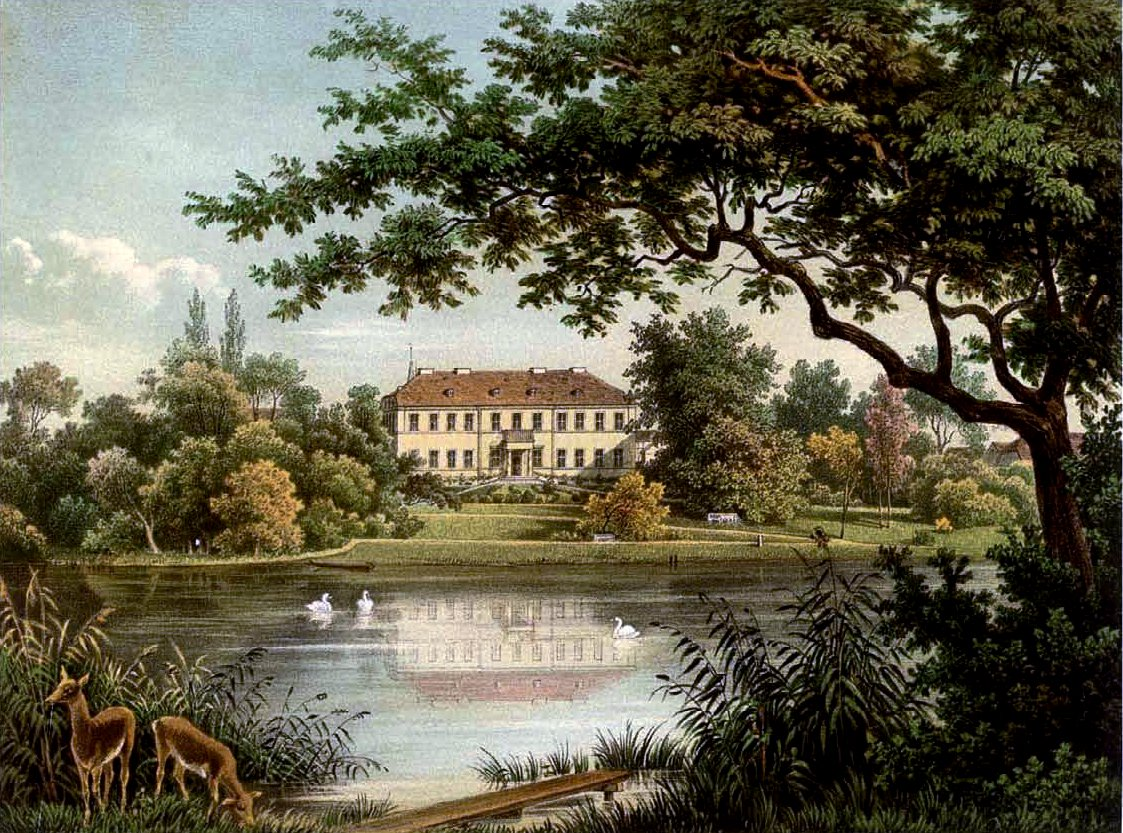
Gut Groß Behnitz um 1860, Sammlung Alexander Duncker

Borsig übernahm 1933 das Gut Groß Behnitz in Groß Behnitz, einem havelländischen Dorf westlich von Nauen von seinem Vater und führte es bis zum Ende des Zweiten Weltkriegs.
Von Borsig setzte sich in seinem einzigen Buch, welches von der Agrarpolitik handelt, mit den NS-Plänen auseinander, welche in bestimmten Kreisen, vornehmlich um die Deutsche Arbeitsfront und aus dem Bereich der Artamanen, z. B. Heinrich Himmler, Walther Darré, eine „Reagrarisierung“ Deutschlands durch Aufteilung von Großgrundbesitzen auf bäuerliche Vollerwerbsstellen diskutierten, welche durch arbeitslose Industriearbeiter zu besetzen sind:

„Eine Reagrarisierung … im Sinne einer Veränderung des Strukturaufbaus unserer Wirtschaft durch Vergrößerung des landwirtschaftlichen Sektors auf Kosten des industriellen kommt nicht in Frage, vielmehr kann eine Ausweitung der landwirtschaftlichen Produktion nur proportional mit der industriellen erfolgen.“

Die Wünsche der Kreise um von Borsig stellten bis Herbst 1939 die offizielle Zielsetzung der NS-Agrarpolitik dar.
Ernst und sein Bruder Karl wurden zu Gegnern des Nationalsozialismus. Ernst von Borsig jun. schloss sich, wie ein Teil seiner Schulkameraden der Klosterschule Roßleben, der Widerstandsbewegung Kreisauer Kreis an, der sich 1941 bis 1944 mehrmals konspirativ auf dem Gut traf.
Nach dem gescheiterten Attentat vom 20. Juli 1944 wurden mehrere Mitglieder des Kreisauer Kreises verhaftet und hingerichtet. Borsig jun. blieb verschont. Ende April 1945 wurde er von den Sowjets festgenommen, nachdem er sich geweigert hatte, das Gut zu verlassen. Er starb im September 1945 in sowjetischer Gefangenschaft in Landsberg an der Warthe.

## Werke
- Reagrarisierung Deutschlands? Fischer, Jena 1934